# Ряска крошечная
Ря́ска кро́шечная (лат. Lemna perpusilla) — водное растение, вид рода Ряска (Lemna) подсемейства Рясковые семейства Ароидные, или Аронниковые (Araceae) (ранее это подсемейство выделяли в отдельное семейство).

## Ботаническое описание
Одно из самых маленьких растений рода.
Стебли — округло- или обратнояйцевидные видоизменённые пластинки, без листьев, 1—2,5(4) мм длиной, (0,7)0,8—2(3) мм шириной, в 1—12⁄3 раза в длину больше, чем в ширину, с верхней стороны с двумя — тремя устьицами выше кармашка, больших по размеру, чем у вершины.
Корневой кармашек по длине в 2—3 раза больше ширины.
Цветёт и плодоносит часто. Цветок состоит из одного пестика и двух тычинок, без околоцветника; столбик 0,2—0,4 мм длиной.
Плоды 0,7—1 мм длиной, 0,5—0,7 мм шириной, с крыловидными краями; крыло около 0,05 мм шириной, с 1—5 семенами.
Семена 0,6—0,8 мм длиной, 0,4—0,6 мм толщиной, беловатые, с 35—70 неясными рёбрами, остаются внутри плода при созревании; внешняя оболочка с 5—7 слоями клеток под эпидермисом.

## Распространение
- Северная Америка:
  - Канада (Квебек);
  - США (Индиана, Мэн, Массачусетс, Нью-Джерси, Нью-Йорк, Огайо, Пенсильвания, Род-Айленд, Вермонт, Западная Вирджиния, Иллинойс, Айова, Канзас, Миннесота, Миссури, Небраска, Оклахома, Висконсин, Арканзас, Делавэр, округ Колумбия, Кентукки, Мэриленд, Северная Каролина, Теннесси, Вирджиния, Техас)[2].

Растёт в стоячих водоёмах, встречается значительно реже, чем ряска малая.
Перезимовывает и переносит неблагоприятные условия для роста в виде семян.